# Micromus carpentieri
Micromus carpentieri là một loài côn trùng trong họ Hemerobiidae thuộc bộ Neuroptera. Loài này được Lestage miêu tả năm 1925.